# Bayerischer Artilleriekommandeur Nr. 15
Der Bayerische Artillerie-Kommandeur Nr. 15 war ein Artilleriekommando der Bayerischen Armee im Ersten Weltkrieg.

## Geschichte
Das Kommando wurde durch die Ersatz-Abteilung des 7. Feldartillerie-Regiments „Prinzregent Luitpold“ gemäß Verordnung des Bayerischen Kriegsministeriums vom 22. Februar 1917 gebildet. Am 1. März 1917 wurde es mobilisiert und war bis zum Waffenstillstand der 15. Bayerischen Infanterie-Division unterstellt.
Nach Kriegsende kehrte das Kommando am 22. Dezember 1918 in die Heimat zurück, wurde dort demobilisiert und schließlich Ende Dezember 1918 in München aufgelöst.

## Unterstellung
Am 5. Juli 1918 unterstanden dem Kommando folgende Einheiten:
- 7. Feldartillerie-Regiment „Prinzregent Luitpold“
- Bayerisches Fußartillerie-Bataillon 23
- Bayerische Munitionskolonnen 148, 152 und 155

## Kommandeure
| Dienstgrad | Name         | Datum                                 |
| ---------- | ------------ | ------------------------------------- |
| Oberst     | Hugo Gramich | 26. Februar 1917 bis 18. Oktober 1918 |
| Oberst     | Julius Fehl  | 18. Oktober bis Dezember 1918         |